# Petra
Petra (z gr. πέτρα, pétra, „skała”; arab. البتراء, al-Batrāʾ) – ruiny miasta Nabatejczyków, którego rozkwit miał miejsce w czasach antycznych, od III w. p.n.e. do I w. n.e. Petra była wtedy stolicą królestwa Nabatejczyków. Znajduje się w południowo-zachodniej Jordanii. Położona jest w skalnej dolinie, do której prowadzi jedna wąska droga wśród skał – wąwóz As-Sik. Petra słynie z licznych budowli wykutych w skałach. Sami Nabatejczycy zwali Petrę Rqm (Rakmu), co oznacza „wielobarwna”.

## Położenie

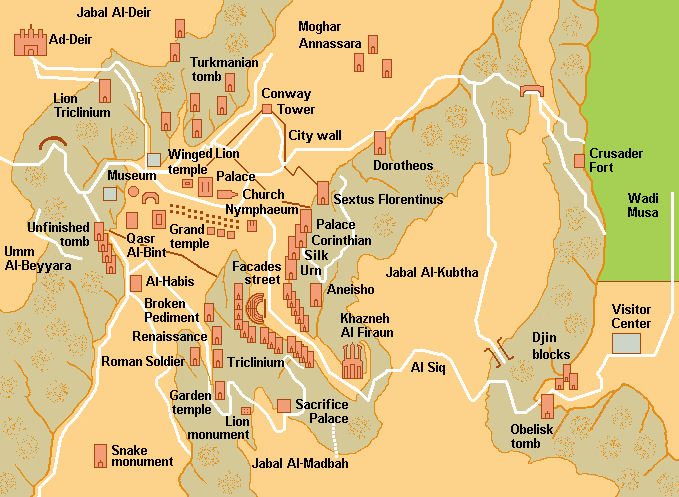
Mapa Petry

Petra leży w południowo-zachodniej części obecnej Jordanii. Położona jest na terenie wyżynnym, półpustynnym, wśród skał ciągnących się na odległość ok. 1,6 km ze wschodu na zachód i z północy na południe, będących zachodnią częścią masywu Dżabal asz-Szara. Dolinę Petry przecina koryto rzeki okresowej – Wadi Musa, której dopływy okalają płaskowyże, na których rozrosło się antyczne miasto Nabatejczyków. Okoliczne całoroczne strumienie wody zapewniały przeżycie tylko niewielkiemu osiedlu. Znaczny przyrost mieszkańców w czasie największego rozkwitu Petry spowodował, że Nabatejczycy musieli rozbudować system wodociągów i cystern skalnych, by magazynować wodę dla wciąż rosnącej populacji.

## Dzieje
Zanim w Petrze osiedlili się Nabatejczycy, miejsce to już od wczesnego paleolitu zamieszkiwały różne grupy myśliwych, zbieraczy i później koczowników. Ślady archeologiczne wskazują także na bardziej stałe osiedla w tym miejscu z okresu neolitycznego (ok. 9000 p.n.e.). Aż do podboju arabskiego dolina Petry regularnie zasiedlana była przez różne grupy nomadów.
Pierwsze znane wzmianki o zamieszkujących Petrę Nabatejczykach pochodzą z IV w. p.n.e., ale z pewnością byli oni tam już wcześniej – najprawdopodobniej od VI w. p.n.e., kiedy to wyparli stamtąd Edomitów. Od III w. p.n.e. rola miasta znacznie wzrosła, gdyż dzięki lokalizacji na skrzyżowaniu szlaków handlowych – z Indii do Egiptu oraz z południowej Arabii do Syrii – stało się ważnym węzłem komunikacyjnym i handlowym w tym regionie. Nabatejczycy z Petry czerpali zyski zarówno z zaopatrywania karawan w wodę i inne niezbędne środki w trakcie podróży, jak również z nakładanych na kupców różnych opłat i handlu towarami (np. srebrem, kadzidłem, mirrą, żelazem, miedzią, złotem, kością słoniową). Bezpieczne położenie miasta wśród skał to kolejny czynnik, który wpłynął na wzrost znaczenia Nabatejczyków i rozkwit Petry.
W okresie hellenistycznym, który dla Petry rozpoczął się odparciem wojsk Antygona Jednookiego w 321 r. p.n.e., Nabatejczycy zamieszkujący Petrę wiedli dość spokojne życie, skutecznie odpierając zakusy Ptolemeuszy i Seleucydów na swoją niezależność. Niewiele wiemy o tym okresie rozwoju skalnego miasta, jednakże to właśnie wtedy Petra stopniowo stawała się stałym osiedlem o charakterze miejskim. Coraz większa słabość imperiów hellenistycznych sprzyjała rozwojowi Petry, która stała się ośrodkiem prężnej monarchii Nabatejczyków, stale rozszerzającej swe władanie kosztem upadających mocarstw – głównie seleucydzkiego.

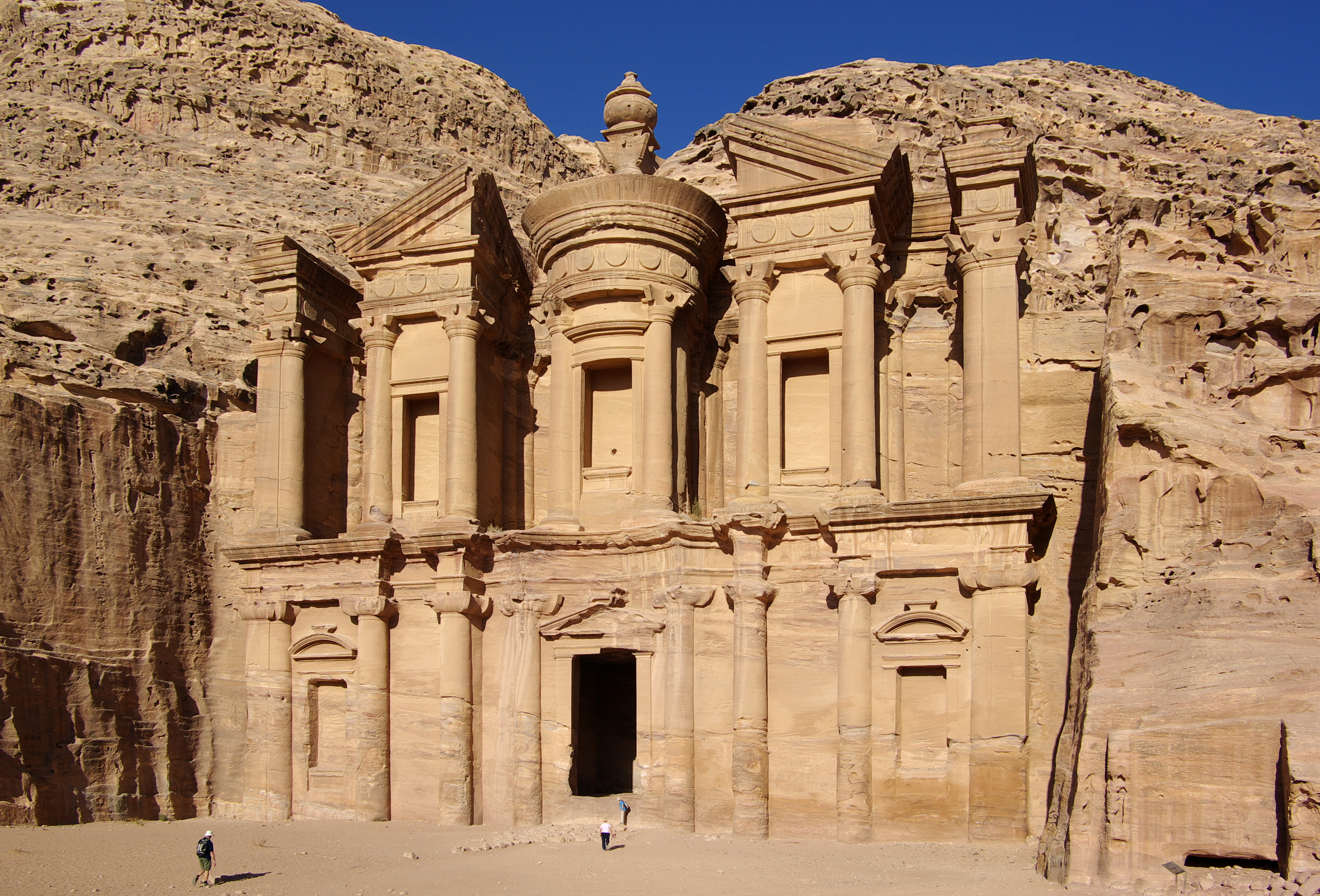
Ad-Dajr, czyli „Klasztor” – budowla podobna do Al-Chazna, jednakże znacznie od niej większa

Nie wiadomo czy Aleksander Janneusz, który w r. 90 p.n.e. zajął Edom i Moab, przejął kontrolę nad Petrą, być może tak, ale tylko nominalną, gdyż samo miasto było bardzo trudno podporządkować. Gdy w 64 p.n.e. na Bliskim Wschodzie zjawił się rzymski wódz Pompejusz Wielki, zaprowadzając nowe porządki polityczne w tym regionie, nie udało mu się narzucić panowania Nabatejczykom, nie mówiąc już o zdobyciu Petry. W 62 p.n.e. przeciwko Petrze wyprawił się kwestor Pompejusza Marek Emiliusz Skaurus, lecz wycofał się podobno po otrzymaniu łapówki 300 talentów. Nie udało się zdobyć Petry później ani królowi Judei, Herodowi Wielkiemu, próbującemu zdobyć Petrę razem z egipską królową Kleopatrą, ani też cesarzowi Oktawianowi Augustowi. Niemniej, chociaż militarnie nie zdobyta, ani niebędąca tworem rzymskim, Petra czuła respekt przed Rzymem i swoimi siłami wspierała imperium (np. podczas tzw. wojny aleksandryjskiej w 47 r. p.n.e.). Dawało to władcom skalnego państwa status państwa klienckiego, cieszącego się jako sojusznik imperium znaczną dozą niezależności. Właśnie na ten okres przypada apogeum znaczenia i rozkwitu miasta, szczególnie za czasów panowania króla Aretasa IV (9 p.n.e. – 40 r. n.e.). Szacuje się, że liczba mieszkańców miasta wahała się wówczas w granicach 30-40 tys.
Stan formalnego sojuszu i względnej niezależności Petry, trwał aż do czasów cesarza Trajana, który zajął miasto w 106 r., w rok po śmierci ostatniego jej władcy Rabela II i ustanowił w nim stolicę nowej prowincji rzymskiej – Arabii. W zasadzie aneksja Petry przez Rzym przeszła bez komplikacji i oporu ze strony miejscowej ludności. Był to jednak kres niezależnego królestwa Nabatejczyków. W dalszym ciągu jednak Petra była ważnym centrum handlowym w regionie, a podniesienie przez Trajana jej statusu z grodu – osiedla tubylczego do rangi miasta rzymskiego, w dużym stopniu przyczyniło się do jej rozwoju. W roku 130 zawitał tam cesarz Hadrian w ramach inspekcji wschodnich prowincji państwa, a także w celach turystycznych. Cesarz ten, lubiący odwiedzać ciekawe miejsca i skądinąd znany jako architekt z zamiłowania, przyczynił się do pewnej rozbudowy centrum miasta. W ramach Pax Romana Petra za czasów Antoninów i Sewerów przeżywała swój ekonomiczny i kulturowy renesans. Po soborze nicejskim w 325 r. w mieście zaczęło dominować chrześcijaństwo i tak było aż do najazdu arabskiego w VII w. W średniowieczu, w okresie wypraw krzyżowych, Petra była zajęta przez krzyżowców, którzy zbudowali tutaj dwie cytadele. Miasto zdobyte następnie przez Saladyna, zostało w znacznym stopniu zniszczone i popadło w ruinę, z której się już nie podniosło. W upadku Petry miały też swój udział klęski żywiołowe, a konkretnie trzęsienia ziemi z lat 110, 303, 363, 505 i 551. Szczególnie trzęsienie z 363 r. spowodowało wiele zniszczeń i przyczyniło się do znacznego wyludnienia miasta.
Od 1965 roku prowadzone są w mieście intensywne prace archeologiczne.
7 lipca 2007 obiekt został ogłoszony jednym z siedmiu nowych cudów świata.

## Architektura

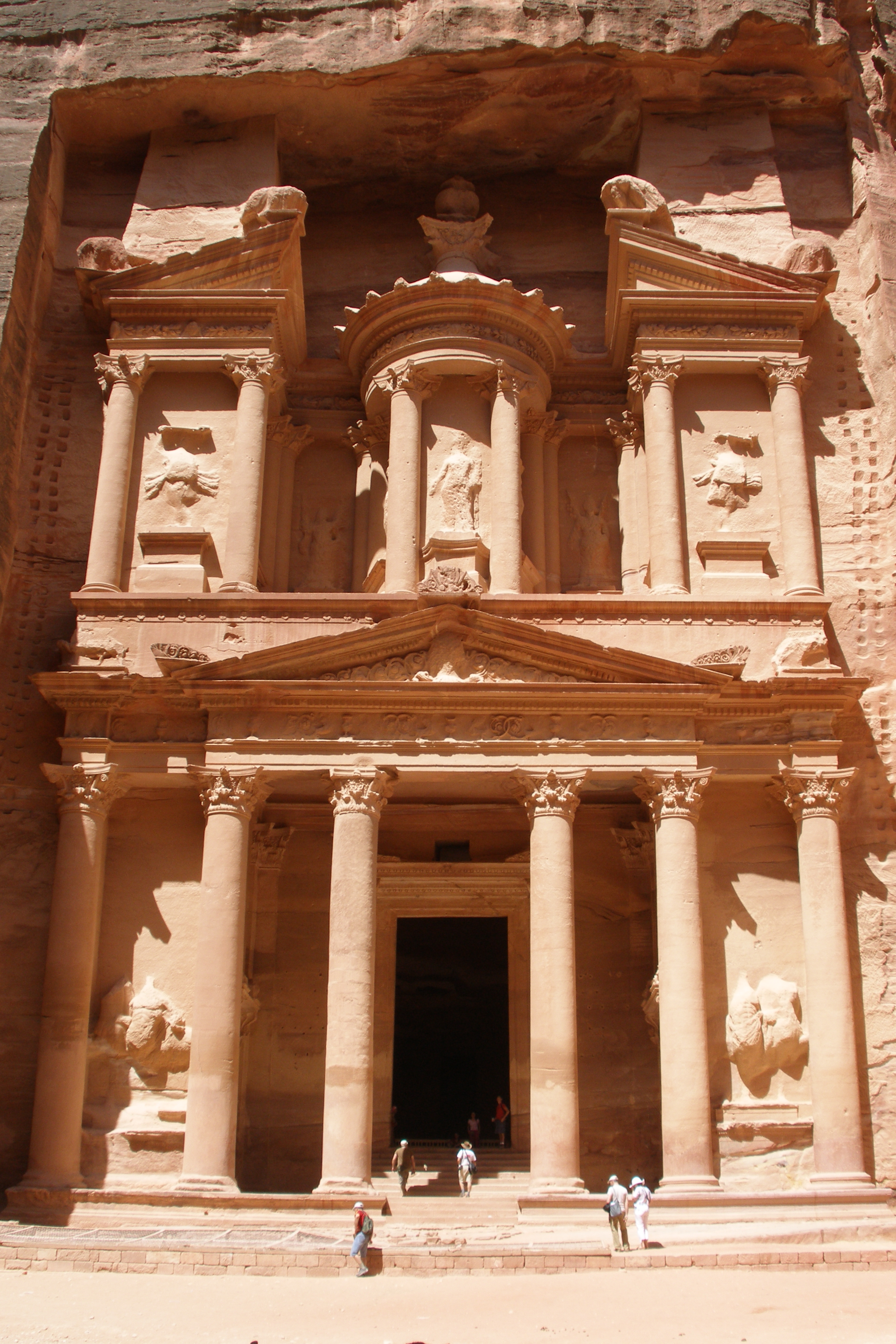
Al-Chazna – zwana przez Beduinów „Skarbcem Faraona” – wykuta w skale piętrowa budowla powstała ok. I–II w. n.e

Petra nie od razu była miastem wykutym w skale. Pierwsi Nabatejczycy, którzy przybyli do tego miejsca mieszkali zazwyczaj w namiotach, które tworzyły dość luźne obozowisko wśród skał, oraz w naturalnych jaskiniach, których w dolinie Petry nigdy nie brakowało. Stopniowo, wraz ze zmianą trybu życia nowych mieszkańców z koczowniczego na osiadły, zaczęły wyłaniać się płaskie, białe budynki, jakich i dziś można wiele zobaczyć na terenie Jordanii. W okresie największego rozkwitu miasto przecinała jedna główna ulica (cardo maximus), wyłożona białym kamieniem, i wiele jej bocznych odnóg. Na tarasach umiejscowione były trzy duże rynki otoczone sklepami i wreszcie, co jest najbardziej charakterystyczne w tym mieście, liczne budowle wykute w skałach – począwszy od świątyń i pałaców, a skończywszy na okazałych grobowcach. Nie brakło w Petrze również dużego teatru – jednej z najbardziej spektakularnych budowli tego miasta, świadczącej o rozwoju kulturalnym miasta.
Petra w dużym stopniu była osiedlem wykutym w skale, co już jest cechą oryginalną w stosunku do innych miast, ale jednocześnie pod wieloma względami przypominała inne miasta swojej epoki, takie jak np. Efez czy Cezarea Nadmorska. Sami Nabatejczycy, będąc do niedawna ludem koczowniczym, nie mieli tradycji budowniczych, co wymuszało na nich sięgnięcie po wzorce innych kultur. Dlatego charakterystyczną cechą architektury Petry jest skrzyżowanie stylów architektonicznych egipskich, syryjskich, greckich (przede wszystkim hellenistycznych) i rzymskich, a do tego należałoby dodać rozwiązania rodzime, zwłaszcza w zakresie zdobnictwa, co w efekcie doprowadziło do wypracowania przez Nabatejczyków ich własnego, oryginalnego stylu.
Zasadniczo w rozwoju architektury Petry wyróżnia się trzy okresy:
- nabatejski – III–II w. p.n.e.;
- hellenistyczny – I w. p.n.e. – I w. n.e.;
- rzymski – II–III w.

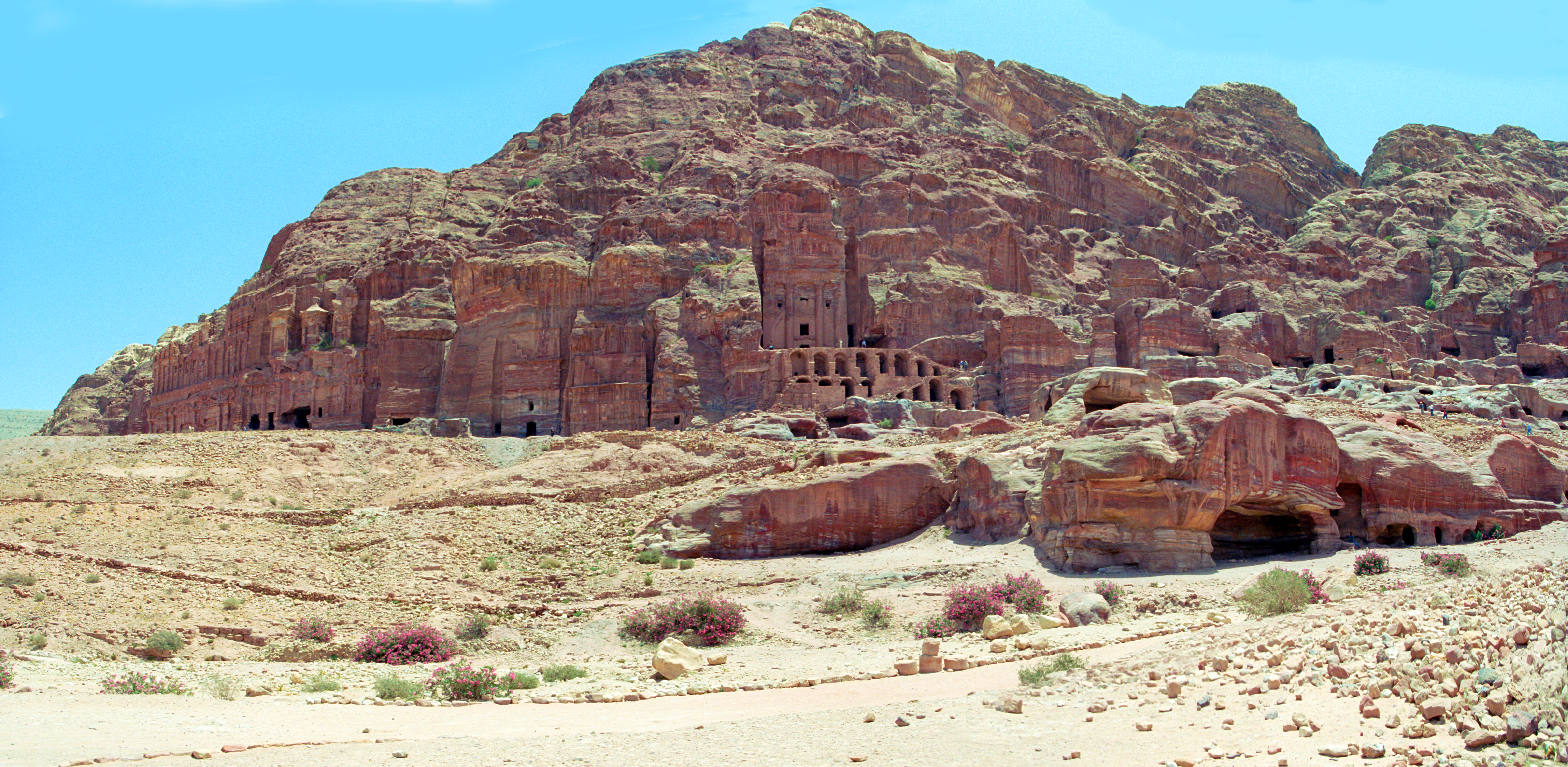
Grobowce królewskie w Petrze

Znacznej rozbudowy miasta dokonał, wspomniany już, Aretas IV w pierwszej poł. I w. n.e., nawiązując stylem głównie do architektury rzymskiej. Czasy panowania tego władcy w Petrze określa się mianem złotego wieku budownictwa monumentalnego. Wzniesiono wtedy świątynię – tzw. Kasr Bint Firaun (Pałac Córki Faraona), teatr, rozbudowano istniejący system wodociągów.
W budownictwie monumentalnym dominują wpływy grecko-rzymskie, głównie z tego powodu, że powstały w okresie rzymskiej dominacji politycznej i greckiej przewagi w kulturze i sztuce, narzuconej przecież również Rzymowi. Jednakże architektura Petry nie jest tylko ślepym naśladownictwem klasycznych wzorów. Jej wyróżniającą się cechą jest stosowanie licznych pilastrów z ciężkimi, bogato zdobionymi kapitelami (mającymi nawet swoją odrębną nazwę: kapitele nabatejskie), różniącymi się od ich gładkich hellenistycznych odpowiedników. Różnica tkwiła zresztą nie tylko w zdobieniu, ale także w wyraźnym ignorowaniu tzw. proporcji złotego podziału pomiędzy poszczególnymi elementami budowli, która była ściśle zachowywana w architekturze grecko-rzymskiej.
Groby, w swej najpospolitszej formie, były wykuwane w skałach jako jaskinie grobowe z bogato zdobionymi wejściami w kształcie trójkąta. Spotkać można je także w kształcie piramid – tzw. nefesz – co wskazuje na silne wpływy egipskie.
Oto niektóre z bardziej znanych budowli Petry:
- Al-Chazna zwana przez Beduinów „Skarbcem Faraona” (Chaznat al-Firaun) – wykuta w skale piętrowa budowla powstała ok. I–II w. n.e. W pewnym sensie jest to sztandarowy i najsłynniejszy zabytek Petry. Nie jest jasne przeznaczenie budowli, chociaż ostatnio przeważa pogląd, że był to grobowiec (a nie świątynia) któregoś z władców Petry – być może Aretasa IV i jego żony;
- Ad-Dajr, czyli „Klasztor” – nazwa pochodzi z okresu bizantyjskiego, kiedy to w budowli tej rzeczywiście znajdował się klasztor chrześcijański. Jest to budowla na pierwszy rzut oka podobna do Al-Chazna, jednakże jest od tamtej znacznie większa i okazała i prezentuje się bardziej majestatycznie; powstała ona najprawdopodobniej w okresie panowania ostatniego króla nabatejskiego – Rabela II (70-106 n.e.);
- Kasr Bint Firaun, czyli tzw. Pałac Córki Faraona, lub też świątynia Duszary (lokalnego bóstwa Nabatejczyków). Jest to świątynią wzniesioną z piaskowca w drugiej poł. I w. p.n.e. (za panowania Obodasa III 30-8 p.n.e.), albo w pierwszej poł. I w. n.e., czyli już za panowania Aretasa IV;
- wielki zespół Grobowców Królewskich na tzw. Ścianie Królewskiej, na który składają się „Grobowiec Urny”, „Grobowiec Jedwabny”, „Grobowiec Koryncki” i monumentalny „Grobowiec Pałacowy”; nie znaleziono w nich jednakże żadnych szczątków;
- grobowiec Sekstusa Florentinusa (namiestnika rzymskiego) wzniesiony ok. 130 r. n.e., w północnej części miasta, to jeden z najbardziej znanych petrzańskich zabytków związanych bezpośrednio z Rzymianami. Oprócz tego obiektu na terenie Petry znaleziono dość liczne groby rzymskich żołnierzy;
- teatr – jeden z największych obiektów w Petrze, mieszczący od 6 do nawet 10 tysięcy widzów; został wybudowany najprawdopodobniej w I w. n.e., również za panowania Aretasa IV. Uważa się, że został on znacznie rozbudowany po zajęciu Petry przez Trajana;
- Grobowiec Obelisków – grobowiec zwieńczony czterema obeliskami uformowanymi w skale. Odzwierciedla harmonię połączenia sztuki nabatejskiej z egipską. Przypuszcza się, że był on wykorzystywany do przeprowadzania obrzędów żałobnych. Jest otoczony kamiennymi siedzeniami (triclinium);
- Suchur al-Dżinn – skały dżinów, przedstawienie boga Duszary.

## Petra w Piśmie Świętym
Na kartach Pisma Świętego Starego Testamentu miejsce to występuje pod nazwą „Sela”, (wyrażenie pochodzące od nieużywanego „być wyniosłym”, oznaczające skałę) w Sdz 1:36; 2Krl 14:7 oraz Iz 16:1. Być może użyta w innych miejscach Biblii nazwa „Bosra”, odnosi się także do Petry (szczegóły patrz link Bosra).

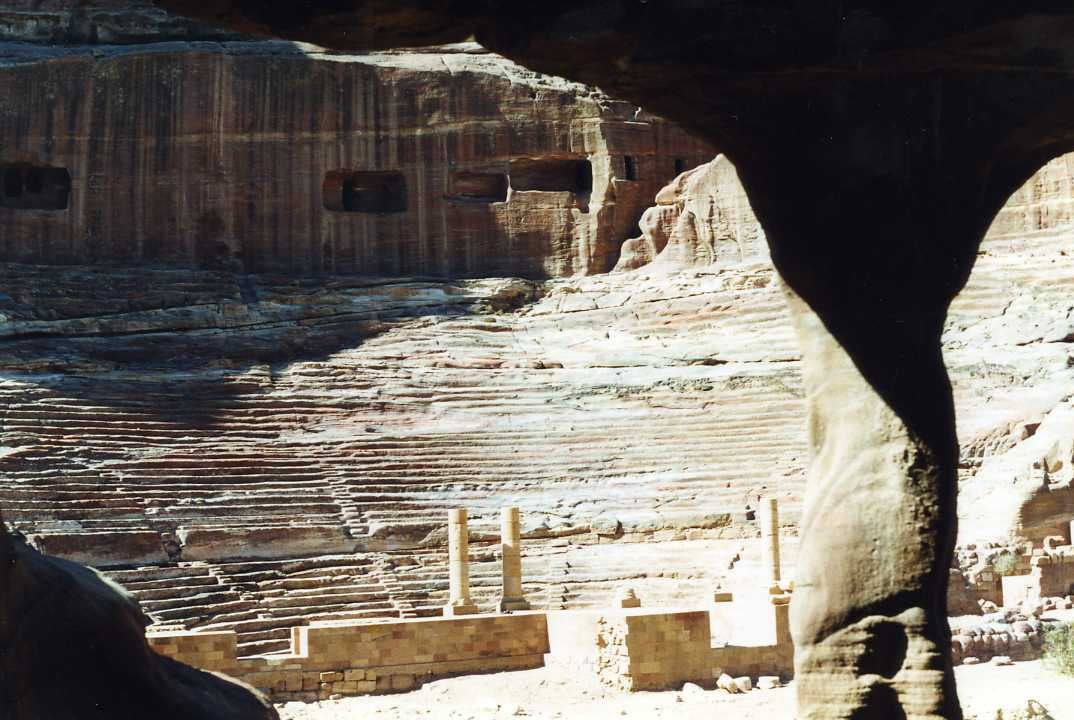
Teatr – mieścił od 6000 do 8000, albo nawet do 10 000 widzów

## Petra w kulturze
Wykuta w skale piętrowa budowla Al-Chazna – zwana „Skarbcem Faraona” – posłużyła w filmie Indiana Jones i ostatnia krucjata jako świątynia chroniąca Świętego Graala.
To właśnie m.in. ruiny starożytnej Petry stanowią tło wydarzeń w jednym z kryminałów Agathy Christie, Rendez-vous ze śmiercią.
O mieście powstała także piosenka zatytułowana Nosa’at Le-Petra, którą zaśpiewała Dana International. Utwór powstał w związku z podpisaniem w październiku 1994 roku traktatu pokojowego pomiędzy Izraelem a Jordanią.

## Wybrana literatura
- W.Machowski, Petra – skalna stolica Nabatejczyków, „Nowy Filomata” R. I, 4/1997, s.293-308;
- W.Machowski, Petra, Wrocław-Warszawa-Kraków, 2007
- M.Sartre, Wschód rzymski. Prowincje i społeczeństwa prowincjonalne we wschodniej części basenu M.Śródziemnego w okresie od Augusta do Sewerów (31 r. p.n.e. – 235 r. p.n.e.), Wrocław 1997;
- F.Bourbon, Petra. Sztuka i historia. Przewodnik po stolicy Nabatejczyków, Warszawa 2001;
- Oxford. Wielka historia Świata, t. IV. Cywilizacje Bl.Wschodu. Arabia-Cypr. Cywilizacje Azji. Chiny-Korea, 2005;
- B.Sobieraj, Petra – skalne miasto Nabatejczyków, „Archeologia Żywa” 1/2005 (31), s. 30-34.
- M.Piccirillo, L'Arabia cristiana – dalla provincia imperiale al primo periodo islamico, Milano 2002.
- P.Kaswalder – E. Bosetti, Sulle orme di Mosè – Egitto, Sinai, Giordania, nuova guida biblica e archeologica, Bologna 2000.